# Jean Carlos Dondé
Jean Carlos Dondé (Canoinhas, 12 augustus 1983) is een Braziliaans voormalig voetballer die als linker verdediger speelde.
Dondé begon bij Atlético Paranaense waarvoor hij in 2003 debuteerde. Hij werd door Feyenoord gecontracteerd maar speelde weinig. Hij werd verhuurd aan Hamburger SV (2004/05) en Fluminense FC (2006) voor hij, nadat Feyenoord begin 2007 zijn contract afkocht, de overstap maakte naar Asteras Tripoli. In 2010 keerde Dondé terug bij Atlético Paranaense dat hem dat jaar ook verhuurde aan Paraná  Clube. In 2011 speelde hij voor Seongnam Ilhwa Chunma. In 2012 stopte hij met voetballen. In zijn thuisland maakte hij in 2014 een rentree bij Operário Mafra in het Campeonato Catarinense Série B. Hij speelde nog voor Camboriú en SD Juazeirense en besloot zijn loopbaan eind 2015 bij Operário Mafra .  
Hij nam met het Braziliaans voetbalelftal onder 20 deel aan het Zuid-Amerikaans kampioenschap voetbal onder 20 - 2001 en 2003.